# Anne Dorthe Lund
Anne Dorthe Lund, født Holst (død 29. oktober 1759 i København) var en dansk skuespillerinde.
Hendes forældre kendes ikke, men hendes pigenavn var Holst. Man ved meget lidt om hendes liv, men hendes eksceptionelle ry fortsatte længe efter hendes død, for den mundtlige overlevering lød endnu adskillige år efter hendes død, at hun havde været "den største Soubrette, den danske Skueplads har haft at fremvise". Hendes dramatiske løbebane begyndte på teatret i "Bergs Hus" i Læderstræde (14. april 1747), og hun ægtede i 1749 (kopulationsafgift betalt til Nikolaj Kirke 29. april) snustobakshandler Asser Mortensen Lund (begravet 30. april 1760 i København). I mellemtiden var Lund overgået til det nye komediehus på Kongens Nytorv fra dets åbning 1748. Her spillede hun Pernille i Henrik og Pernille og var teatrets fremmeste soubrette før Caroline Walter. Om hendes spillemåde ved vi kun, at hun "vandrede Naturens Spor", som W.H.F. Abrahamson udtaler i sin Samtale mellem Holberg og Londemann om hende. Ludvig Holberg selv gik strengt i rette med hende, da hun i 1753 blandt de ivrigste intrigerede mod Madam Rosenkilde. Hans ord til de intrigante skuespillere, i et brev af 17. maj, lød: "Madam Lund véd selv, hvorledes jeg tog hendes Parti, da andre talte om hende det, som hun nu taler om Madam Rosenkilde", men det giver kun et spinkelt fingerpeg i henseende til hendes levned. Madam Lund hørte til de aktricer der, hed det i en beretning af 1756 fra direktionen, "fast i ethvert Stykke ikke alene have Rolle, men endog oftest meget vidtløftige og besværlige Roller, hvorudi de dog pleie at acquitere sig med Ære og Tilskuerne til Fornøjelse".
Hun blev begravet på Nikolaj Kirkes urtegård. Flere af hendes efterladte effekter blev købt på auktion til teatret til brug for aktricerne.